# Chatten (communicatie)

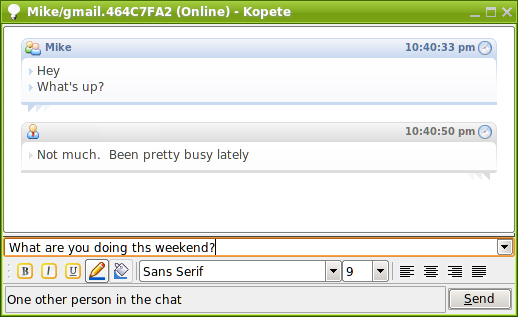
Een chatgesprek

Chatten (van het Engelse to chat: kletsen, praten) is het via internet voeren van een gesprek door het over en weer typen van tekst tussen twee of meer gebruikers van computers. Eventueel kunnen de gesprekspartners ook gewoon praten en elkaar zien (videochat). Dit hoeft niet wederzijds te zijn, want het hangt ook van de apparatuur af (microfoon, webcam), en of men ervoor kiest die in te schakelen.

## Geschiedenis
Het eerste online chatsysteem heette Talkomatic, gemaakt door Doug Brown en David R. Woolley in 1973 op het PLATO-systeem aan de Universiteit van Illinois. Het bood verschillende kanalen aan, die elk plaats bieden aan maximaal vijf personen, met berichten die letter voor letter op de schermen van alle gebruikers verschijnen terwijl ze werden getypt. Talkomatic was tot halverwege de jaren tachtig erg populair onder PLATO-gebruikers. In 2014 brachten Brown en Woolley een webversie van Talkomatic uit.
Het eerste online systeem dat het daadwerkelijke commando "chat" gebruikte, werd in 1979 voor The Source gemaakt door Tom Walker en Fritz Thane van Dialcom, Inc.

## Procedure
De getypte tekst van de ene gebruiker komt meteen op het scherm van de gesprekspartner(s), meestal als de persoon op enter drukt. De tijd die het duurt van het moment dat een bericht verstuurd wordt tot het bij de gesprekspartner(s) aankomt, wordt lag genoemd. Nadert deze nul, dan kan direct op het bericht gereageerd worden.
Chatten heeft een grote vlucht genomen door het ontstaan van computernetwerken, maar bestond al in de tijd dat mensen tegelijkertijd op verschillende terminals van een multi-usersysteem werkten.

## Communicatiewijze
Omdat mensen sneller denken en spreken dan ze kunnen bijhouden op een toetsenbord, zijn er allerlei eigenheden aan dergelijke conversaties, zoals het gebruik van internetjargon, afkortingen en smileys of emoticons ter vervanging van het ontbrekende oogcontact. Telegramstijl komt vaak voor. Daarnaast kiezen chatters een karakteristieke nickname, waar ze hun persoonlijkheid mee kenbaar willen maken. Jongeren gebruiken bij de spelling ook wel breezertaal.
Door de sterke ontwikkeling van de technologie ontstaan meer en meer sociale netwerken zoals Netlog, Facebook en Twitter. Op dergelijke netwerken is het mogelijk om foto's en filmpjes te posten en dus te delen met vrienden en eigenlijk de hele wereld.
Van oudsher is IRC het meest gebruikte protocol om te chatten, maar tegenwoordig wordt er vooral veel gechat met behulp van instant-messagingsoftware zoals XMPP (dit protocol wordt ook gebruikt door Google Talk), ICQ of Windows Live Messenger. Verder zijn er ook websites, zoals services voor online dating of virtuele vriendennetwerken, die de mogelijkheid bieden om elkaar te ontmoeten in een chatroom.
Via computerspelen wordt ook veel gechat, vooral multiplayerspelen, en dan met name in de categorie MMORPG.

## Gevaren
Chatten is niet zonder gevaren. Vele jonge kinderen wisselen gemakkelijk persoonlijke informatie uit, maar de persoon aan de andere kant van de computer is niet altijd wie hij zegt te zijn. Vaak passen deze mensen ook hun taal aan zodat ze niet door de mand vallen. Sommige pedofielen maken gebruik van het internet om contact te leggen met kinderen. Autoriteiten, journalisten en privépersonen doen zich bij chats soms ook voor als iemand anders, om misstanden bloot te leggen en te bestrijden. Om niet zelf strafbaar te zijn en vervolging van de ander te belemmeren moeten ze zich daarbij onthouden van uitlokking.
Strafbaar in Nederland is het seksualiserend benaderen van kinderen beneden de leeftijd van zestien jaren, zoals het stelselmatig in de chat seksueel benaderen van een persoon onder de 16 of een persoon die zich voordoet als een persoon onder de 16 op een wijze die schadelijk te achten is voor personen onder de 16. Met "stelselmatig" wordt bedoeld dat er sprake is van een bepaalde intensiteit, duur of frequentie.

## Chatten door bedrijven
Hoewel chat is geassocieerd met interactie tussen consumenten onderling, wordt het steeds meer ingezet als communicatiekanaal tussen bedrijven en hun klanten (b2c, business-to-customer). Hiermee krijgt een bezoeker van een website direct en live ondersteuning. Dit in tegenstelling tot de telefoon of e-mail. Onderzoek (bijvoorbeeld bij TNO Informatie- en Communicatietechnologie) toonde aan dat het gebruik van chat op de helpdesk efficiënter is dan het gebruik van telefoon of e-mail.
Ook bedrijven gebruiken de chat steeds vaker om kennis tussen medewerkers uit te wisselen en bijvoorbeeld om de CEO direct te laten praten met grote groepen medewerkers wereldwijd. Zeker wanneer medewerkers op veel verschillende locaties werkzaam zijn, is dit een efficiënte en goedkope manier om te vergaderen.

## Software of protocol
- AOL Instant Messenger (AIM)
- Discord
- Gadu-Gadu
- Google Talk (XMPP)
- iChat
- ICQ (OSCAR)
- Internet Relay Chat (IRC)
- MUD
- Pichat
- Pidgin (verschillende protocollen)
- SILC
- Skype
- TeamSpeak
- Ventrilo
- Windows Live Messenger (MSNP)
- Xfire
- Yahoo! Messenger (YSMG)